# Prague 8
Prague 8, officiellement district municipal de Prague (Městská čast Praha 8), est une municipalité de second rang à Prague, en République tchèque. Le district administratif (správní obvod) du même nom comprend les arrondissements municipaux de Prague 8 et de Březiněves, Ďáblice et Dolní Chabry.